# Stela Perin
Stela Perin (n. 6 mai 1934, Arad, România) este o fostă gimnastă română. Ea a participat la Jocurile Olimpice din 1952, unde a concurat la mai multe probe individuale și a făcut parte din echipa României care a obținut locul 9.

## Cariera
A participat la Jocurile Olimpice din 1952, unde a obținut locul 25 la individual compus, 12 cu echipa pe aparate portabile, 23 la sol, 20 la sărituri, 58 la paralele inegale și 31 la bară.

## Distincții
- Medalia Muncii (19 noiembrie 1952) pentru rezultatele obținute la Jocurile Olimpice de vară de la Helsinski[3]